# Planina pod Šumikom
Planina pod Šumikom este o localitate din comuna Slovenska Bistrica, Slovenia, cu o populație de 89 de locuitori.